# Skandinavisk lyst
Skandinavisk lyst er det niende studiealbum fra den danske pop/rock-gruppe Love Shop. Albummet udkom den 15. oktober 2012 på A:larm Music og Universal Music. Mindre end tre måneder efter udgivelsen af Love Shops forrige album, Frelsens hær døde Henrik Hall i januar 2011 af kræft. Efter forsanger og sangskriver Jens Unmack havde gennemført to turnéer med musikere han havde spillet med siden 1997, valgte han at fortsætte Love Shop som det eneste officielle medlem. Unmack beskriver beslutningen således: "Det ville være for nemt at stoppe nu, og det ville også være forkert at trække stikket under nogle så triste omstændigheder. Det er i både Hilmers og Henriks ånd at fortsætte, og jeg har altid været en fighter", med henvisning til det tredje grundlæggende medlem af Love Shop, Hilmer Hassig, der døde i 2008 efter at have forladt gruppen i 2004.
Albummets titel er inspireret af en kunstinstallation med et bondehus med teksten "Scandinavian pain" skrevet med neonbogstaver: "Det så pissegodt ud, men jeg synes også bare, det var en lidt for ensrettet måde at udpensle vores sindelag på. Jeg ville have nogle andre ord i spil, og lyst forbinder man jo i den forbindelse nærmere med noget sydlandsk. Det var et sundere modspil, der fik mig til at tænke på, hvad det er, vi som nordboer bringer med os. Man læser jo tit, at vi er blandt de lykkeligste folk i verden, men samtidig har vi en tårnhøj selvmordsrate."
Skandinavisk lyst modtog positive anmeldelser fra de danske musikkritikere. Albummet debuterede på tredjepladsen af album-hitlisten den 26. oktober 2012, med 1304 solgte eksemplarer i den første uge.

## Spor
- Alt tekst er skrevet af Jens Unmack.

| #   | Titel                                    | Musik            | Længde |
| --- | ---------------------------------------- | ---------------- | ------ |
| 1.  | "Brækket dansk"                          | Unmack           | 4:21   |
| 2.  | "Kvælertag"                              | Unmack           | 3:54   |
| 3.  | "Himmelskibet"                           | Mikkel Damgaard  | 3:40   |
| 4.  | "Sang fra verdens ende (One Hit Wonder)" | Damgaard         | 5:24   |
| 5.  | "Den eneste"                             | Unmack           | 4:07   |
| 6.  | "Mere vil have mere"                     | Unmack           | 5:19   |
| 7.  | "Skandinavisk lyst"                      | Unmack, Damgaard | 3:59   |
| 8.  | "Så meget er intet værd"                 | Unmack           | 3:32   |
| 9.  | "Skyggehjerte"                           | Damgaard         | 3:52   |
| 10. | "Rød Super Slow"                         | Unmack           | 3:30   |
| 11. | "Sommeren der aldrig kom"                | Unmack           | 4:12   |
| 12. | "Bliv ikke væk for længe"                | Unmack           | 3:49   |

## Medvirkende
- Jens Unmack – vokal
- Mikkel Damgaard – synthesizer, klaver, kor, programmering, producer
- Mika Vandborg – guitar
- Jens Hellemann – akustisk guitar
- Thomas Risell – bas
- Thomas Duus – trommer
- Morten Woods – kor
- Karin Dalsgaard – cello
- Thomas Andersson – yderligere guitar (spor 9)
- Frank Birch Pontoppidan – mixer, tromme- og basindspilning
- Mads Mølgaard Helbæk – tromme- og basindspilning
- Theodor Cosman Brøndum – tromme- og basindspilning
- Björn Engelmann – mastering

## Hitlister

### Ugentlige hitlister
| Hitliste (2012) | Højeste placering |
| --------------- | ----------------- |
| Danmark         | 3                 |

### Årslister
| Hitliste (2012) | Placering |
| --------------- | --------- |
| Danmark         | 90        |